# Черешовско езеро
Черешовското езеро (на гръцки: Λίμνη Θησαυρού, Лимни Тисавру) е язовир в Северна Гърция.
Дължината му е 34 километра, което го прави най-големият в Гърция и един от най-големите в Европа.
Язовирът е построен с цел генериране на електричество и за напояване. Строителството му завършва през 1997 г., като към него е построена и ПАВЕЦ с 3 турбини, всяка от които генерира по 128 MW. Чашата на язовира се пълни от реките Места и Доспат с общ водосборен басейн от 5100 km².
От двете страни на язовира се намират планините Родопи и Боздаг. Водоемът носи името на обезлюденото село Черешово, което след 1927 година е преименувано на Тисаврос – в превод от гръцки Съкровище.
Край язовира се намират останките на много исторически селища, попадащи в региона Чеч. Днес единствените села на брега на водоема са Борово, което е разположено на опашката на язовира при устието на река Доспат, и Странен в подножието на Боздаг. Над средната част на язовира има мост, по който минава пътят от Драма за Осеница. Съществува и друг мост над опашката на язовира за пътя Зърнево – Борово.